# نام من امیلی است
نام من امیلی است یک فیلم درام مستقل ایرلندی محصول سال ۲۰۱۵ به نویسندگی و کارگردانی سایمون فیتزموریس می‌باشد که تنها فیلم بلند خود است. فیتزموریس در ۲۶ اکتبر ۲۰۱۷، او پس از یک مبارزه مداوم با اسکلروز جانبی آمیوتروفیک درگذشت.    در این فیلم ایوانا لینچ ، مایکل اسمایلی و جورج وبستر بازیگر نوپا به ایفای نقش پرداخته اند. امیلی ۱۶ ساله از خانه پرورشگاه خود فرار می‌کند و سعی می کند پدر نویسنده‌اش (اسمایلی) را پس از دریافت نکردن کارت تولدش از یک آسایشگاه روانی آزاد کند. این فیلم امیلی (لینچ) و آردن (وبستر) را دنبال می‌کند که در ایرلند در یک فیلم جاده‌ای /داستانی در حال سفر هستند.
نام من امیلی است در ۷ جولای ۲۰۱۵ در گیلوی فیلم فلد نمایش داده شد،   و در ایرلند در ۸ آوریل ۲۰۱۶ اکران محدودی داشت. در ۱۷ فوریه ۲۰۱۷ در ایالات متحده در مناطق منتخب منتشر شد.   در گیلوی فیلم فلد، کاترین کندی، تهیه‌کننده جایزه استعداد جدید بینگهام ری و سیموس دیزی جایزه بهترین فیلمبرداری را دریافت کردند.  نام من امیلی است در سال ۲۰۱۶ نامزد هشت جایزه آی‌اف‌تی‌ای از جمله بهترین فیلم، بهترین بازیگر نقش اول زن (لینچ) و بهترین فیلمنامه (فیتزموریس) شد. 

## قالب
- ایوانا لینچ در نقش امیلی
- مایکل اسمایلی در نقش رابرت
- جورج وبستر در نقش آردن
- سارا مینتو در نقش امیلی جوان
- دیره مولینز در نقش مادر امیلی
- دکلن کانلون در نقش پدر آردن
- الی وایت در نقش مادر آردن
- استلا مک کاسکر در نقش مادربزرگ
- مارتین مک کان یک معلم شنا
- کتی بلتون در نقش معلم موهای چرب
- دونال او هیلای در نقش پلیس جوان
- بری مک گاورن در نقش دکتر گلدینگ
- ربکا هیوز در نقش قلدر اصلی
- لورا ماتاسا در نقش ماما
- الای نی چیارین به عنوان ژوئن

## استقبال از فیلم
این فیلم اکثراً نقدهای مثبتی از منتقدان داشت. وب سایت نقد و بررسی راتن تومیتوز بر اساس ۱۹ نقد، امتیاز ۸۹٪ را با میانگین امتیاز ۷.۱/۱۰ به فیلم می‌دهد.  متاکریتیک بر اساس نقدهای ۶ منتقد، میانگین وزنی ۵۵ از ۱۰۰ را به فیلم می‌دهد که نشان دهنده «نقدهای مختلط یا متوسط» است.  این فیلم در ایرلند با ستایش منتقدان روبرو شد، جایی که در اولین نمایش جشنواره خود مورد تشویق ایستاده قرار گرفت  در حالی که در خارج از کشور، واکنش ها متفاوت‌تر بود. ساختار روایی کلیشه‌ای تا حد زیادی مورد انتقاد قرار گرفته در حالی که اجراها و فیلمبرداری عموما مورد استقبال قرار گرفته است.